# 桃色敲詐
桃色敲詐（又稱色情敲詐，俗稱仙人跳，古稱美人局），是一種愛情騙局、感情詐騙的方式，或以情色引誘對方進行敲诈的詐騙手法。粵語俗稱「捉黃腳雞」（此名稱常見於港澳地區），华北俗称「放鹰」或「放鸽子」。
这種手法於中國可追溯至宋朝，直至現在仍然流行於臺海兩岸，於歐美國家則最遲於十九世紀初期出現，尤其盛行於十九至二十世紀初期，現在則多是針對知名、有權力、財富、地位的人士（如政治人物、藝人、運動員、士紳、富豪等）或神職人員；於各地觀光區亦有專門針對遊客的桃色敲詐；一般來說前述的對象是比較容易成為下手的目標，但也有發生過找身心障礙人士這種較為弱勢族群下手的新聞。

## 各種名稱及其由來

### 中文名稱
宋朝時就有這種敲詐手法，人稱「美人局」。明朝稱為「扎火囤」，凌濛初《二刻拍案驚奇》載：“做自己妻子不著，裝成圈套，引誘良家子弟”，一等成就好事，就率領光棍打將進來，“詐他一個小富貴”。此謂之“扎火囤”。張肯堂的《田世祿》亦有類似描述，故事載內黃有一個叫田世祿的流氓，專門“以妻妾招搖者也”，專門從事“扎火囤”的敲詐行為。當地惡少李九德見垂涎田世祿妻葛氏美色，“與之昵處有日”。田世祿“沾沾以為，此少年乃入吾彀中者也”。李九德雖奸，但仍難以“脫出平康之井”，最后也“傾囊而擲，吮髓過于篋矣”
「仙人跳」的名稱則出現於清朝。據徐珂所作的《清稗類鈔》記述，一般是男女協謀，假裝夫婦（亦有真正夫婦），女子以色誘男子入室。剛剛坐定，同謀的「丈夫」就突然從外而歸，見到受害人就假裝憤怒，說要拉他見官。上當者大懼，“長跪乞恩，不許，括囊金以獻，不足，更迫署債券，訂期償還”。由於此方法詭幻機詐，讓受害人被騙後感到莫名其妙，連仙人都難逃被拐的命運，掉到陷阱也跳脫不出來，所以稱之為仙人跳。至今臺灣仍把這種敲詐手法稱為「仙人跳」，甚至也成為臺語詞彙。如藝人羅志祥曾在電視節目表示，他是發自內心想去交朋友，很痛心慘遭仙人跳。
「捉黃腳雞」這個俗语是出自广东的农村，當地農民专养母鸡而少养公鸡，因为母雞可以生鸡蛋，農民可以拿去賣。但祭祀時卻需要公雞，而捕捉公雞的方法，就是农民先把穀子撒在门外，群鸡就会跑來啄食（粵語把雞走動的動作稱為“鸡咁脚”），当母鸡在啄食時，公鸡就“色心起”，懒得去吃穀子，撲上母鸡身上交配，正是捕捉公鸡最好的时候，公雞交配時疏於防範，农民抓住鸡脚就行。因為公鸡的双脚呈深蛋黄色，而母鸡的腳浅黄色，很容易辨认。後來就把以女性勾搭男性進行性行為然後勒索稱為“捉黄脚鸡”。
在中國大陸华北舊時俗称「放鹰」或「放鸽子」，又稱為「彩雀跳」。都是以鳥喻女性，放鷹則能捕鳥（男子）回，放鴿子則誘鳥（男子）回，彩雀亦意近。

### 英文名稱
英語把這種敲詐方式稱為「Badger game」，語源有兩種說法。一種說法認為這是源自以誘餌捕捉獾的活動，也就是「耍獾的遊戲」；另一種說法認為源自美國威斯康辛州的別稱「美洲獾之州（the Badger State）」，並認為這種手法是源自或流行於威斯康辛州。

### 日文名稱
日語稱這種敲詐手法為「美人局」（／）。在日文中意為「筒」，一般是指筒狀物，而是「使人拿住」之意，兩字加起來表示在賭博時拿做過手腳的竹筒讓人搖骰子來詐騙錢財，後用來轉指高價賣出劣質商品的行為，現今則專用來指此種敲詐手法。亦有民間說法指日語是日本極道（暴力團）的黑話，意思是指女性生殖器，就是「使其拿住女性生殖器」的意思。
而「賣春詐欺」（売春詐欺）或「賣春強盜」（売春強盜）則專指勒索嫖客。

## 手段

### 豔遇
最初期手段是：一女勾引被害男性，将其骗至同夥事先埋伏好的地点，在即将「成事」的时候，同夥破门而入以「捉姦」为名向被害者勒索财物。現在有些則是性交後，揚言告知其家人、公開事件或控告對方強姦來勒索。受害人亦從異性戀男性擴展至男同性戀者和女性，針對男同性戀者和女性受害人的犯罪份子则會以美男子作誘餌。而以名人為目標的犯罪分子，有些更會勾結「狗仔隊」偷拍性交過程來勒索。亦有人聲稱與受害人性交者未達法定年齡，違反當地與未成年人發生性行為的犯罪法規，要脅受害人付錢，否則報警。

### 舊情
此外，亦有已分手情侶或已離婚夫妻的其中一方以公開兩人的性事（包括照片、影像等資料）來要脅前度戀人或配偶，脅迫對方付出金錢作「掩口費」或繼續與自己發生性行為。

### 索客
有些非法提供性服務的犯罪集團以這種手法勒索嫖客：
一種是女性或男性於街頭勾搭途人，完事後同夥自稱公安或警察破門而入，要求繳交「罰款」（有些國家或地區甚至有真正的執法者以這種方法中飽私囊）。多見於法律禁止性交易和法制不健全的地區。
另一種在法律不禁止性交易的地區（例如香港）常見，不法之徒於報紙或雜誌登廣告，聲稱提供電召上門的性服務，受害人打電話召妓，妓女或男妓上門與嫖客性交後，即嫌「肉金」（性交易的服務費用）太少，要求多付，嫖客若拒絕，即有妓女或男妓的同夥上門勒索。亦有派姿色平庸或不合乎嫖客要求（如國籍、種族、年齡等與要求不符）的妓女或男妓上門，嫖客見「貨不對辦」，要求更換另一名妓女或男妓，對方即向嫖客勒索。

### 索妓
有些性工作者瞞著家人、親友從事性工作，有些嫖客會勒索他們，要脅他們提供免費性服務或其他利益，甚至要脅他們與自己合作勒索其他嫖客，否則公開事件、告知家人或報警（於賣淫不合法的地區），令性工作者的權益得不到保障。於賣淫不合法的地區，更有執法者勒索性工作者的事件。有些提供性服務的是知名人士，1990年代香港的「字母小姐事件」是其中一個例子。另外一些從事援助交際的未成年少女亦有被嫖客勒索。

### 變種
有些用類似手法的不法份子不但勒索，還會行劫甚至殺死受害人。例如於1990年代初於深圳發生的「六魔女事件」，犯罪集團派出六名女子於深圳公路勾搭來往香港和深圳的貨車司機，然後把他們劫殺。

## 出現原因
由於東方及西方主流價值觀均把性交易（包括嫖妓和賣淫）、一夜情視為不道德或羞恥的行為（尤其是已婚或已有戀人者），而性交易部份國家或地區是違法的，部份人亦把與相識不久的人（不論是否有愛情）發生性行為視為隨便、濫交的行為。因此受害人會害怕事件被傳開。
這種犯罪手法是抓住受害人怕事的心態，例如：
- 怕丟臉、故面子、礙於顏面
- 怕遭家人、親友恥笑
- 怕伴侶知道自己不忠
- 怕坐牢
- 同性戀者害怕被人知道自己是同性戀者而遭歧視
- 未成年人士和兒童害怕被家長、學校、老師責罰或被勒令退學處分
- 名人怕影響聲譽，若醜聞傳出去，可能原有的權力、地位、財富等會不保。
- 遊客對當地法律不熟悉而感到恐懼且急於回國。
- 犯罪者通常的主要目的是要錢而已，被害者大部分經濟能力都不差，可能會認為損失錢事小，花錢消災、錢財乃身外之物，錢損失了還可以再賺等。

他們被敲詐金錢時往往當作「破財擋災」、「花錢消災」而不報警，付錢了事，因而讓犯罪者得逞。亦有人被脅迫從事非法活動，怕會被舉報而不敢求助，助長了色情敲詐活動。
由於不少受害人為殘疾人士，協助聾人的慈善機構「龍耳」收到不少受害人求助，均涉及網上情緣騙局，該機構創辦人邵日贊表示，聾人感情世界率直，很珍惜朋友，較容易輕信對方，令騙徒有機可乘。

## 曾遭遇桃色敲詐的部份名人
以下人士被敲詐的事件曾被媒體公開報導，但並非所有受害人都有發生性行為：
- 朱木炎[5][6]
- 羅志祥[7]
- 郭富城[8][9]
- 弗朗切斯科·托蒂[10]
- 林煜智[11]
- 澎恰恰[12][13][14]
- 放火 (YouTuber)[15]
- 都美竹[16]
- 笑笑 (YouTuber)[17]

## 外部連結
- “扎火囤”及“仙人跳”（页面存档备份，存于）
- 女醫生著書披露美國妓女生活（页面存档备份，存于）
- 假警察309國道佈點“掃黃”不到兩月勒索嫖客6200元
- 美國頭號老鴇招募132名妓女專為高官服務[]
- 日日春關懷互助協會：警察濫權、流鶯沒人權（页面存档备份，存于）
- 合法化趋势不可逆转　英允许迷你妓院入社区（页面存档备份，存于）

- 富婆玩一夜情遭敲诈 情郎勒索钱财被判刑
- 托蒂一夜情遭偷拍 富家女否认参与勒索（多图）
- 可樂電報：鬼迷心竅 色心起：何謂仙人跳（页面存档备份，存于）